# Gnilik czteroplamy
Gnilik czteroplamy, bedryk czteroplam (Hister quadrimaculatus) – gatunek chrząszcza z rodziny gnilikowatych i podrodziny Histerinae.

## Taksonomia
Gatunek opisany został w 1758 roku przez Karola Linneusza.

## Opis
Ciało długości od 7 lub 8 do 11 mm, nieco wydłużone. Czułki brunatne. Epipleury przedplecza grubo punktowane i owłosione. Pokrywy czarne z dwiema czerwonymi plamami na każdej, które jednak zwykle zlewają się w różne wzory, a niekiedy zanikają całkowicie i tylko epipleury pokryw pozostają czerwone. Odnóża przednie z trzema dużymi zębami na goleniach. Propigidium pośrodku gładkie, a po bokach i u nasady punktowane. Pygidium punktowane gęsto i grubo.

## Biologia i ekologia
Bytuje w odchodach bydła domowego i koni, a niekiedy pod gnijącymi roślinami i w grzybach. Imagines jak i larwy gnilika są drapieżne i polują na żyjące w odchodach owady. Chrząszcz ten dożywa 2-3 lat.
Zaniepokojony udaje martwego, wciągając głowę we wgłębienie na przedtułowiu.

## Rozprzestrzenienie
W Europie wykazany został z Albanii, Andory, Austrii, Białorusi, Belgii, Bośni i Hercegowiny, Bułgarii, Chorwacji, Czech, Danii, Estonii, europejskiej Turcji, Francji, Grecji, Hiszpanii, Holandii, byłej Jugosławii, Korsyki, Krety, Luksemburgu, Macedonii Północnej, Mołdawii, Niemiec, Norwegii, Polski, Portugalii, Rosji, w tym obwodu królewieckiego, Rumunii, Sardynii, Słowacji, Słowenii, Szwajcarii, Sycylii, Ukrainy, Węgier, Wielkiej Brytanii i Włoch. Ponadto znany z Azji Mniejszej i Środkowej, Kaukazu i Algierii
W Polsce bardzo rzadki, znany wyłącznie z kilku stanowisk.